# 盟約人生 (阿拉斯加州)
盟約人生（英語：Covenant Life）是位於美國阿拉斯加州海恩斯自治市鎮的一個非建制地區和人口普查指定地區。根據2010年美國人口普查，該地人口為86人，而該地的面積約為70.50平方千米。

## 地理
盟約人生的座標為59°24′00″N 136°04′35″W / 59.40000°N 136.07639°W，而該地的平均海拔高度為79米（即259英尺）。